# Ferramulín
Ferramulín es una aldea española situada en la parroquia de Hórreos, del municipio de Folgoso de Caurel, en la provincia de Lugo, Galicia.

## Demografía
| Gráfica de evolución demográfica de Ferramulín entre 2000 y 2019 |
|                                                                  |
| Datos según el nomenclátor publicado por el INE.                 |